# Errol Dyers
Errol Charles Dyers (* 29. März 1952 in Kapstadt; † 21. Juli 2017) war ein südafrikanischer Jazzgitarrist, der als einer der führenden Exponenten des Cape Jazz gilt.

## Leben und Wirken
Dyers entstammte einer musikalischen Familie; beide Großväter, sein Vater und sein Onkel spielten ebenso wie sein Bruder Alvin Gitarre. Er war nicht nur durch die Kwela Kids beeinflusst, sondern ebenso durch Abdullah Ibrahim. Er spielte in den Bands von Winston Mankunku/Chris Schilder und Basil Coetzee; auch war er an Monty Webers musikalischer Aufarbeitung des Schicksals von District Six beteiligt. 1990 tourte er mit Ibrahim, Robbie Jansen, Basil Coetzee, Johnny Mekoa und Monty Weber durch Britannien, wo auch Aufnahmen für die BBC entstanden; anschließend wurde in Kapstadt mit dieser Besetzung für Enja das Album Mantra Mode (1991) unter Ibrahims Namen aufgenommen.
Mit Paul Hanmer, McCoy Mrubata, Sipho Gumede und Frank Paco bildete Dyers die Sheer All Stars, die zwei Alben vorlegten (Indibano, 1999, und Live at the Blue Room). Auch gehörte er zur Cape Jazz Band von Schlagzeuger Jack Momple, die das Album Musical Democracy veröffentlichte.
Unter eigenem Namen veröffentlichte er ab 1997 die Alben Sonesta, Kou Kou Wa und Best of Errol Dyers and Friends (2003). Zu seinem Quartett gehören Pianist George Werner, Bassist Peter Ndlala und Drummer Carlo Fabe. Auch arbeitete er im Trio mit Steve Newman und der Sängerin Angel Rose. Als ein Höhepunkt seiner Karriere zählt der Auftritt beim Cape Town International Jazz Festival 2013. Einige seiner Kompositionen sind auf der Kompilationen Cape Jazz 3 enthalten, die 2007 veröffentlicht wurde.

## Diskographische Hinweise
- Lionel Beukes, Sammy Hartman, Monty Weber, Basil Coetzee, Errol Dyers, Monwabisi Remember – District 6 (1976)
- Kou Kou Wa (1999)
- Abdullah Ibrahim  Mantra Mode (Enja 1991, mit Johnny Mekoa, Basil Coetzee, Robbie Jansen, Spencer Mbadu, Monty Weber)